# Molière (Theaterpreis)

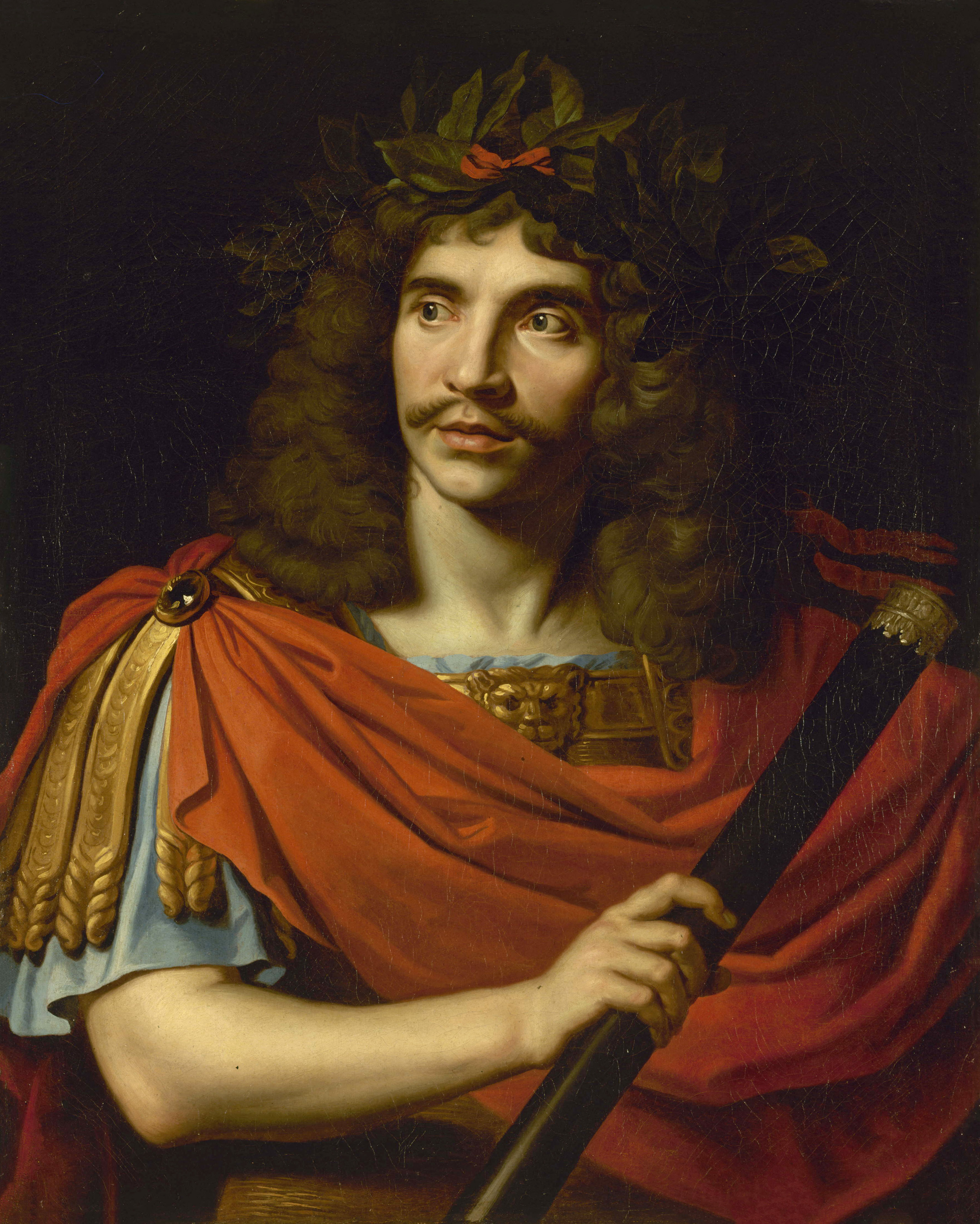
Molière, Gemälde von Nicolas Mignard (1656), Musée Carnavalet.

Der Molière ist der nationale Theaterpreis Frankreichs. Die Auszeichnung ist nach dem französischen Dramatiker Molière (1622–1673) benannt und wurde erstmals 1987 auf Initiative des Journalisten Georges Cravenne vergeben, der auch Mitbegründer des nationalen Filmpreises César war. Seither wird vom Künstlerverband des französischen Theaters, der Association professionnelle et artistique du théâtre (APAT), alljährlich im April oder Mai in Paris die besten französischsprachigen Bühnenproduktionen und Theaterschaffenden des vergangenen Jahres prämiert. Die Preisverleihung wird im französischen Fernsehen übertragen und in Anlehnung an die jährliche César-Verleihung als „La Nuit des Molières“ (dt.: „Die Nacht der Molières“) bezeichnet.

## Wahlverfahren
Über die Preisträger, die mit einer goldenen Molière-Büste ausgezeichnet werden, entscheiden die Mitglieder der Association professionnelle et artistique du théâtre in zwei Wahlgängen. In der Vergangenheit waren Sieger auch durch eine Jury ermittelt worden, deren Entscheidungen oft auf Kritik in der Öffentlichkeit gestoßen war. Ein für 2006 neu eingeführtes Wahlprozedere soll die Verteilung der Preise ausgewogen und repräsentativer machen, obwohl Theaterjournalisten und -kritiker, zukünftig nicht mehr an der Wahl teilnehmen dürfen, wie 2006 der ehemalige Präsident der APAT, Pierre Santini, bekanntgab.
Die APAT darf maximal 1500 Mitglieder umfassen, wobei der Anteil an Schauspielern nicht mehr als die Hälfte der gesamten Mitgliederzahl betragen darf. Bei der letzten Verleihung im Jahr 2006 stimmten 1300 Mitglieder der Molière-Akademie über die nominierten Stücke und Künstler ab, die sich nach Theaterschaffenden (850 Personen), vergangenen Preisträgern (150) und Produzenten aus öffentlichen- und Privattheatern (300) zusammensetzten. Sie entscheiden nach objektiven Gesichtspunkten, wie Aktivität, geographische Lage oder repräsentativen Charakter.
Zudem wurden 2006 einmalig spezielle Jurys ins Leben gerufen, die Molières unter anderem für die beste Theaterkompanie und Theatermusical und zwei Spezialpreis (Grand prix spécial du jury) vergeben, die öffentliche und Privattheater auszeichneten.

## Kategorien
Bisher wurden die Theaterpreise in bis zu 28 jährlich variierenden Kategorien vergeben. Dabei wurde zwischen der Vergabe des Molières und dem Grand prix spécial du jury, dem Spezialpreis der Jury (bis 2006 vergeben) unterschieden. Bei der 21. Verleihung der Molières am 14. Mai 2007 triumphierten als bestes Bühnenstück eines Privattheaters Le Gardien (The Caretaker) von Harold Pinter am Pariser Théâtre de l’Œuvre (Regie: Didier Long, Adaption: Philippe Djian) und die mit öffentlichen Mitteln finanzierte Produktion Cyrano de Bergerac von Denis Podalydès an der Comédie-Française, die mit sechs gewonnenen Preisen am erfolgreichsten war. Kritisiert wurde die Vergabe der Preise seitens der französischen Tageszeitung Le Monde, die die Dezentralisierung der französischen Theaterlandschaft anprangerte. In den beiden wichtigen Kategorien Bestes Theaterstück – Privattheater und Bestes Theaterstück – Öffentliches Theater werden nur Inszenierungen Pariser Theater berücksichtigt, während Bühneninszenierungen außerhalb der französischen Hauptstadt separat mit dem Preis für das Beste regionale Theaterstück (Molière du théâtre en région) prämiert werden. Auch mehrt sich die letzten Jahre über die Kritik, dass vor allem mit staatlichen Subventionen finanzierte Theaterproduktionen jedes Jahr besonders gut bei den Molières abschneiden.
Die Preiskategorien des Jahres 2007:

### Molière
| Kategorie                                         | Originalbezeichnung                      | verliehen seit |
| ------------------------------------------------- | ---------------------------------------- | -------------- |
| Bestes Theaterstück – Privattheater               | Meilleur spectacle du théâtre privé      | 1987           |
| Bestes Theaterstück – Öffentliches Theater        | Meilleur spectacle du théâtre public     | 1987           |
| Beste Regie                                       | Meilleur metteur en scène                | 1987           |
| Bester Hauptdarsteller                            | Meilleur comédien                        | 1987           |
| Beste Hauptdarstellerin                           | Meilleure comédienne                     | 1987           |
| Bester Nebendarsteller                            | Meilleur comédien dans un second rôle    | 1987           |
| Beste Nebendarstellerin                           | Meilleure comédienne dans un second rôle | 1987           |
| Bester Nachwuchsdarsteller                        | Révélation théâtrale masculine           | 1987           |
| Beste Nachwuchsdarstellerin                       | Révélation théâtrale féminine            | 1987           |
| Beste One-Man- bzw. One-Woman-Show                | Meilleur spectacle seul(e) en scène      | 1989           |
| Bestes Originaldrehbuch                           | Meilleur auteur                          | 1987           |
| Bestes adaptiertes Drehbuch                       | Meilleur adaptateur                      | 1987           |
| Bestes Szenenbild                                 | Meilleur décorateur-scénographe          | 1987           |
| Beste Kostüme                                     | Meilleur créateur de costumes            | 1987           |
| Bestes Licht                                      | Meilleur créateur de lumières            | 2000           |
| Bestes regionales Theaterstück                    | Meilleur théâtre en région               | 1988           |
| Bestes Musical                                    | Meilleur spectacle musical               | 1987           |
| Bestes junges Theaterstück – Öffentliches Theater | Meilleur spectacle jeune public          | 2007           |

### Jurypreise (1988–2006)
| Kategorie                                                           | Originalbezeichnung                                                                           | Verleihungszeitraum |
| ------------------------------------------------------------------- | --------------------------------------------------------------------------------------------- | ------------------- |
| Großer Spezialpreis der Jury – Privattheater                        | Grand prix spécial du jury théâtre privé                                                      | 2006                |
| Großer Spezialpreis der Jury – Öffentliches Theater in einer Region | Grand prix spécial du jury théâtre public en région/Meilleur spectacle de la décentralisation | 1988–2006           |

## Verleihungen

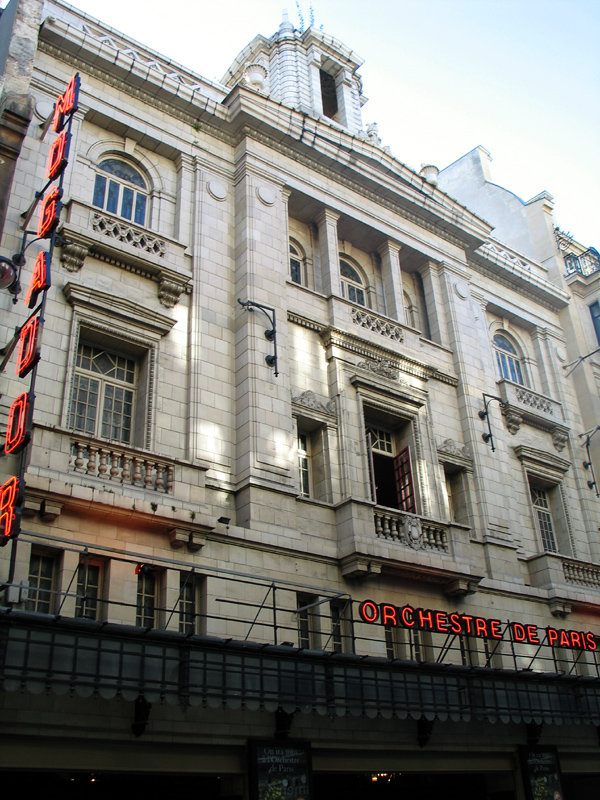
Das Théâtre Mogador in Paris, Schauplatz der Molière-Verleihungen von 2002, 2003, 2005 und 2006

| Jahr | Datum     | Veranstaltungsort                           | Präsident (APAT)       | Präsident (Verleihung)            |
| 1987 | ?         | ?                                           | Jean-Louis Barrault    | François Périer                   |
| 1988 | ?         | ?                                           | Jean-Louis Barrault    | Edwige Feuillère                  |
| 1989 | ?         | ?                                           | Pierre Dux             | Jeanne Moreau                     |
| 1990 | ?         | ?                                           | Pierre Dux             | Jean Marais                       |
| 1991 | ?         | ?                                           | Francis Huster         | Vittorio Gassman                  |
| 1992 | ?         | ?                                           | Francis Huster         | Suzanne Flon                      |
| 1993 | 5. April  | Théâtre du Châtelet                         | Claude Rich            | Michel Serrault                   |
| 1994 | 18. April | Théâtre du Châtelet                         | Claude Rich            | Jacques Dufilho                   |
| 1995 | 27. März  | Théâtre Marigny                             | Pierre Arditi          | Maria Casarès                     |
| 1996 | 6. Mai    | Théâtre Marigny                             | Pierre Arditi          | Ludmila Mikaël                    |
| 1997 | 14. April | Théâtre des Champs-Élysées                  | Jean-Claude Carrière   | Yasmina Reza                      |
| 1998 | 6. April  | Théâtre des Champs-Élysées                  | Jean-Claude Carrière   | Dario Fo                          |
| 1999 | 3. Mai    | Théâtre des Champs-Élysées                  | Jean-Claude Carrière   | Pierre Arditi                     |
| 2000 | 8. Mai    | Opéra-Comique                               | Suzanne Flon           | Jérôme Savary                     |
| 2001 | 7. Mai    | Théâtre Marigny                             | Jean Danet             | Robert Hossein                    |
| 2002 | 1. April  | Théâtre Mogador                             | Jean Piat              | Jean Piat                         |
| 2003 | 12. Mai   | Théâtre Mogador                             | Jean Piat              | Jean Piat                         |
| 2004 | 19. April | Théâtre des Champs-Élysées                  | Jean Piat              | Jean Piat                         |
| 2005 | 9. Mai    | Théâtre Mogador                             | Pierre Santini         | Laurent Ruquier William Leymergie |
| 2006 | 24. April | Théâtre Mogador                             | ?                      | Jacques Weber                     |
| 2007 | 14. Mai   | Théâtre de Paris                            | Jean-Claude Houdinière | Jacques Weber                     |
| 2008 | 28. April | Folies Bergère                              | ?                      | Karine Le Marchand                |
| 2009 | 26. April | Théâtre de Paris                            | ?                      | Frédéric Mitterrand               |
| 2010 | 25. April | Maison des arts et de la culture de Créteil | Line Renaud            | Marie Drucker und Michel Drucker  |
| 2011 | 17. April | Maison des arts et de la culture de Créteil | Michel Galabru         | Laurent Lafitte                   |